# Janet Patterson
Janet Patterson (Sydney, 12 de agosto de 1956 – Austrália, 21 de outubro de 2016) foi uma figurinista australiana. Como reconhecimento, foi nomeado ao Oscar 2010 na categoria de Melhor Figurino por Bright Star.